# The Power Broker
The Power Broker: Robert Moses and the Fall of New York es una biografía de Robert Moses publicada en 1974 por Robert Caro. El libro se enfoca en la creación y uso del poder en política local y estatal, tal como se vio a través del uso de Moses de cargos no electos para diseñar e implementar docenas de autopistas y puentes, algunas veces a gran costo de las comunidades que nominalmente servía. Ha sido repetidas veces nominado como una de las mejores biografías del siglo XX y ha sido muy influyente en planeadores urbanos y políticos en todos los Estados Unidos. El libro ganó un Premio Pulitzer de Biografía en 1974.

## Sinopsis
The Power Broker sigue la vida de Moses desde su infancia en Connecticut hasta sus primeros años como un defensor idealista para la reforma progresista del corrupto sistema de servicio civil. Según Caro, los errores de Moses entonces, y su experiencia trabajando para el futuro Alcalde de Nueva York Jimmy Walker en el Senado Estatal y el Gobernador de Nueva York Al Smith le enseñaron cómo adquirir y usar el poder para conseguir sus objetivos.
Para los años 1930, Moses se había ganado una reputación como un creador de parques públicos tanto en la ciudad como el estado, y luego proyectos tanto tiempo buscados como el Triborough Bridge (luego renombrado Robert F. Kennedy Bridge), pero al precio de su inicial integridad a través de la elusión y la creación de fuentes de poder político, tal como se apreciaba en su trabajo en la creación y expansión de las corporaciones de beneficencia de Nueva York. Por último, Caro muestra a Moses como un burócrata nombrado quien, a través de su reputación para lograr culminar grandes proyectos de construcción, amasó tanto poder a lo largo de los años que muchas autoridades electas a quienes él debía someterse se convirtieron, en cambio, dependientes de él. Consistentemente favoreció el tráfico de automóviles sobre el transporte público y las necesidades de las personas y las comunidades. Mientras alardeaba que sirvió en muchos cargos sin compensación, vivió como un rey y enriqueció de igual manera a aquellos individuos que lo ayudaban en su vida pública y privada. 
Caro paga amplio tributo a Moses por su inteligencia, su astucia política, su elocuencia y su estilo de dirección pragmático aunque algo agresivo y le da todo el crédito de sus logros tempranos. Sin embargo, es ambivalente en su visión del hombre.
El libro tiene 1,336 páginas (sólo dos tercios del manuscrito original), y provee documentación sobre sus afirmaciones que tanto Moses como sus partidarios intentaron refutar.

## Origen
Como reportero de Newsday a inicios de los años 1960, Caro escribió una larga serie acerca de porqué el puente propuesto a través Long Island Sound desde Rye hasta Oyster Bay, defendido por Robert Moses, habría sido un desaconsejable. Se habrían requerido muelles tan grandes que interrumpirían la marea entre otros problemas. Caro creía que su trabajo había influenciado incluso al poderoso gobernador del estado Nelson Rockefeller a reconsiderar la idea, hasta que vio el apabullante voto a favor de la Asamblea para aprobar una medida preliminar a favor del puente.
"Ese fue uno de los momentos transformadores de mi vida," diría Caro años después. Lo llevó a pensar sobre Moses por la primera vez. "Me subí al carro y manejé a casa en Long Island, y me quedé pensando para mí mismo: 'Todo lo que has estado haciendo son tonterías. Has estado escribiendo bajo la creencia de que el poder en una democracia viene de las urnas. Pero hay un tipo que nunca ha sido elegido para nada, quien tiene el poder de mover todo el estado alrededor, y no has tenido la más mínima idea cómo lo consiguió.'"
En 1966, su esposa Ina Caro cambió el tema de su tesis de graduación para escribir acerca del Puente de Verrazano-Narrows, mientras Caro estudiaba con la beca Nieman Fellow en la Universidad de Harvard tomando cursos en planeamiento urbano y usos del suelo. Se encontró con que las nociones académicas de planeamiento de autopistas contrastaban con las que había visto como reportero. "Aquí estaban estas fórmulas matemáticas acerca de la densidad del tráfico y la densidad de la población y demás," recordó, "y de pronto me dije a mi mismo: 'Esto está completamente mal. Esta no es la razón por la que se construyen autopistas. Las autopistas se construyen porque Robert Moses quiere que se construyan ahí. Si no encuentras y explicas a la gente la fuente de dónde Robert Moses obtiene su poder, entonces todo lo demás que hagas va a ser deshonesto.'"
Encontró que a pesar de la ilustre carrera de Moses, nadie había escrito una biografía sobre él salvo la enorme cantidad de propaganda del programa Builder for Democracy (en español: "Constructor por la democracia") en 1952. Entonces decidió emprender esa tarea él mismo empezando un proyecto de siete años de cientos de entrevistas meticulosamente documentadas así como una gran investigación original de archivos, listada en las referencias como un apéndice. 
Originalmente, Caro creía que le tomaría nueve meses investigar y escribir el libro. A medida que ese tiempo se transformó en años, se quedó sin dinero y creyó incluso que no lo terminaría. Ina, su esposa y asistente de investigación, vendió la casa familiar en Long Island se mudaron a un apartamento en El Bronx donde ella tomó un trabajo de profesora para que su esposo pudiera continuar.
Moses "hizo su mayor esfuerzo para evitar que este libro se escribiera—tal como hizo, exitosamente, con tantas otras biografías de manera previa." Luego de que Caro estuviera trabajando en el libro por más de un año, Moses aceptó brindar una serie de siete entrevistas, una de ellas duró desde las 9:30 A.M. hasta la noche, proveyendo mucho material sobre su infancia, pero cuando Caro empezó a hacer preguntas ("habiendo entrevistado otras personas envueltas en los temas en cuestión y habiendo examinado los registros - muchos de ellos secretos - que se referían a esos, era necesario reconciliar los elementos discrepantes entre lo que él me contó y lo que ellos me dijeron") la serie de entrevistas terminó abruptamente."
El manuscrito final de Caro tenía alrededor de 1,050,000 palabras. El editor Robert Gottlieb le dijo que el máximo largo posible de un libro comercial era 700,000 palabras, o 1,280 páginas. Cuando Caro consultó sobre partir el libro en dos volúmenes, Gottlieb replicó que él "podría hacer que la gente se interese en Robert Moses una vez. Jamás podría hacerlos interesarse dos veces." Entonces Caro tuvo que reducir su manuscrito, lo que le tomó meses.

## Recepción
The Power Broker causó movimiento cuando se publicó, luego de que el capítulo titulado "One Mile" (en español: Una milla) fuera prepublicado en The New Yorker.[cita requerida] El capítulo resaltaba las dificultades en construir una sección del Cross-Bronx Expressway y la manera en la que Moses pisoteó los intereses de los residentes y los negocios en la sección de East Tremont que la autopista efectivamente destruyó. Antes de la publicación, Caro, mayormente desconocido en ese momento, se atrevió a cuestionar al legendario editor de la revista William Shawn, sobre sus cambios a la prosa de Caro. Era común que la revista editara los textos para adecuarlos a su manual de estilo. Caro también se quejó de que mucho de su trabajo había sido comprimido.
El libro ganó el Premio Pulitzer de Biografía en 1974, así como el Francis Parkman Prize otorgado por la Society of American Historians al libro que mejor "ejemplifica la unión del historiador con el artista." El 12 de junio de 1975, el capítulo de Nueva York del  American Institute of Architects conferió una "Mención especial a Robert Caro ... por recordarnos una vez más, que fines y medios son inseparables." En 1986, fue reconocido por la American Academy and Institute of Arts and Letters, y en 2001 la Modern Library lo seleccionó como uno de los cien libros más importantes del siglo XX. En el 2005, Caro recibió la medalla de oro en biografía de la American Academy of Arts and Letters. En el 2010, el presidente Barack Obama, luego de otorgar a Caro la National Humanities Medal, dijo "Pienso sobre Robert Caro y leer The Power Broker cuando tenía sólo 22 años y quedaba hipnotizado, y estoy seguro que ayudó a darle forma a la manera cómo pienso sobre la política." En el 2010, Caro fue introdcido al New York State Writers Hall of Fame. David Klatell, antiguo decano interino de la Columbia University Graduate School of Journalism, recomendó el libro a los nuevos estudiantes para familiarizarse con la ciudad de Nueva York y las técnicas de reportaje de investigación.

### Respuesta de Moses
Moses y sus partidarios consideraron el libro como demasiado prejuiciado en su contra, y lo que sus partidarios consideraron como un récord sin precedentes. Moses publicó una declaración de 23 páginas negando algunas de sus afirmaciones (él diría luego que nunca utilizó las calumnias anti-italianas que el libro le atribuyen contra Fiorello La Guardia, por ejemplo).

### Revaloración moderna
En los últimos años, una visión más positiva de la carrera de Moses ha emergido, en reacción explícita a su retrato en The Power Broker. Esta revaluación ha incluido exhibiciones en museos y un libro del 2007 (Robert Moses y la Ciudad Moderna) descrito como que tiene un "tema  revisionista corriendo a través de él". En el 2014, el autor hizo una evocación de los siete años de trabajo en ese libro en The New York Times Sunday Book Review.
El libro se mantiene muy citado. En el 2017, David W. Dunlap describió The Power Broker como "el libro que aún debe ser leído – 43 años después de su publicación – para entender cómo realmente funciona Nueva York." En el 2020, el libro tuvo frecuentes apariciones como un símbolo de estatus en las estanterías de periodistas estadounidenses y políticos que aparecían en televisiones de televisión desde sus casas durante la pandemia del COVID-19.
En el libro Caro afirma que Moses hizo que los puentes sean bajos para evitar que sean utilizados por los buses y así llevar personas negras a las playas. En 1999 el profesor alemán de sociología Bernward Joerges, apuntó que los buses no eran permitidos en la avenida de ninguna forma y que "Moses no hizo nada diferente en Long Island que cualquier otro comisionado de parques en el país" al diseñar los puentes demasiado bajos para que los buses pasaran debajo de ellos.